# Ager Calventianus
Con la denominazione di Ager Calventianus s'identificava, al tempo dell'Antica Roma, e nell'Alto Medioevo la porzione di Pianura Padana limitrofa alla città di "Ticinum", l'attuale Pavia. Questo Ager Publicus è tristemente noto quale la località del supplizio e della condanna alla pena capitale (ottobre 525 d.C.) del pensatore e filosofo Severino Boezio, falsamente accusato di tradimento e di congiura ai danni del re degli Ostrogoti Teodorico il Grande. L'identificazione del luogo dell'esecuzione è stata a lungo controversa, in quanto esistono due toponimi, in provincia di Pavia, che attualmente si fregiano della denominazione: una frazione in Pavia, denominata "Borgo Calvenzano" oppure la scomparsa località di Calvenza, tra Villalunga e Villaregio.